# زن‌هونی
زِن‌هونی (به لاتین: Zenoni یا Zenonu) یک منطقه مسکونی در جمهوری آذربایجان است که در شهرستان لریک واقع شده است. زن‌هونی ۴۵۹ نفر جمعیت دارد.

## ریشه واژه
هونی در زبان تالشی به‌معنی چشمه است.